# Wallfahrtskirche Maria Kappel (Schmiechen)
Die katholische Wallfahrtskirche Maria Kappel liegt einige hundert Meter südwestlich von Schmiechen im Landkreis Aichach-Friedberg in Schwaben im freien Gelände. Die Kirche ist dem Gedächtnis der Schmerzen Mariens geweiht. Das ursprünglich gotische Gotteshaus wurde im 17. Jahrhundert umgebaut und im 18. Jahrhundert in Rokokoformen ausgestaltet.

## Geschichte

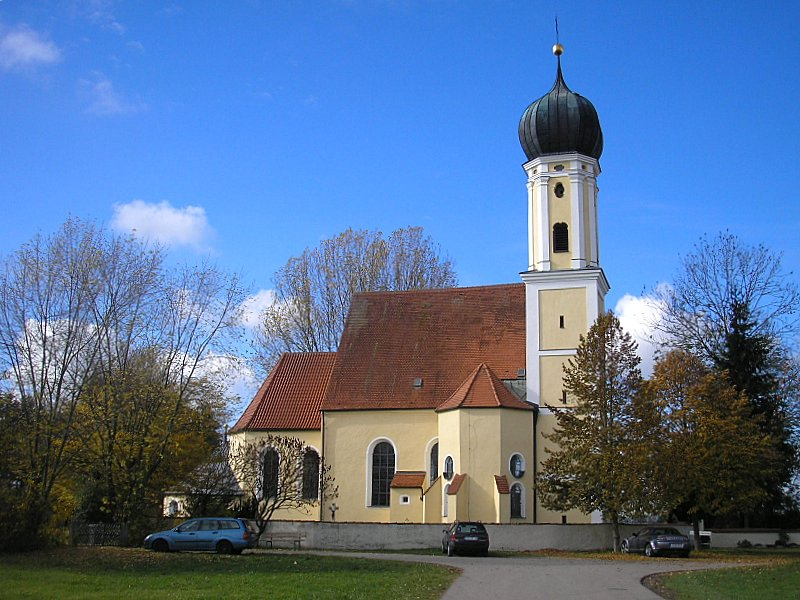
Gesamtansicht

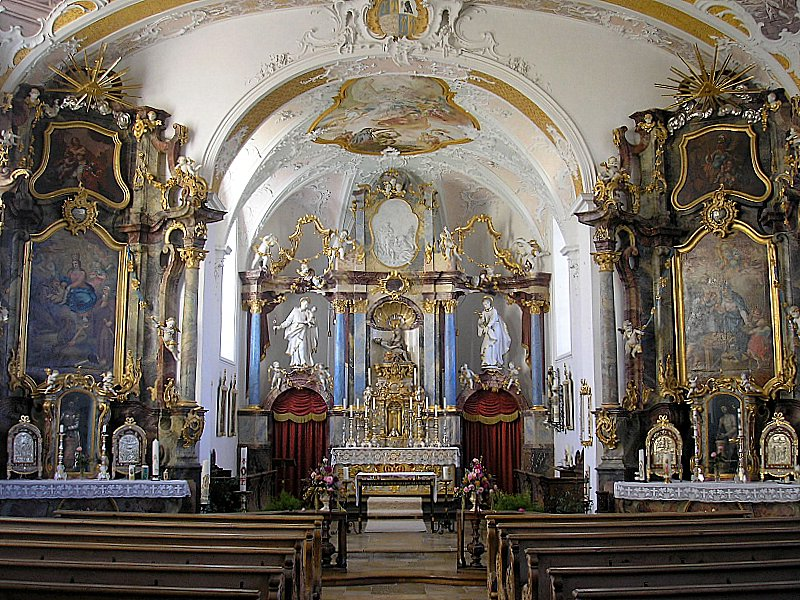
Der Innenraum

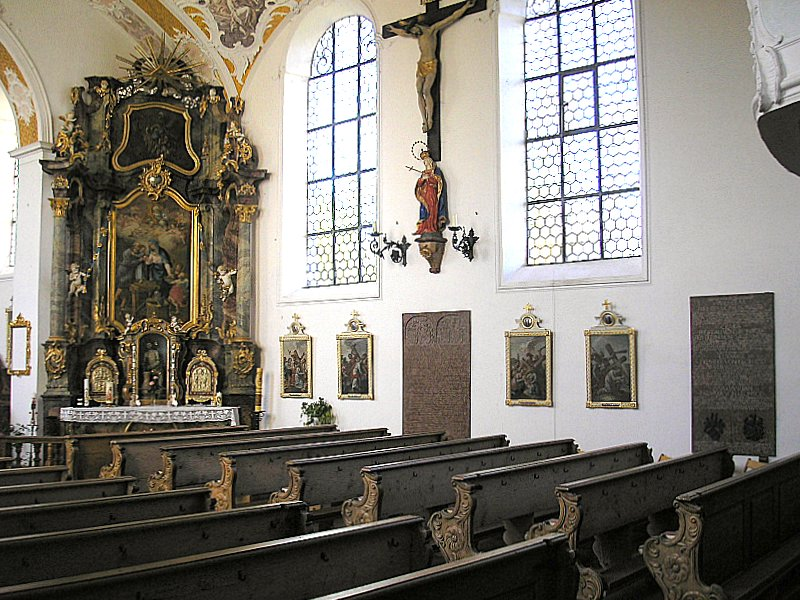
Schrägblick ins Langhaus

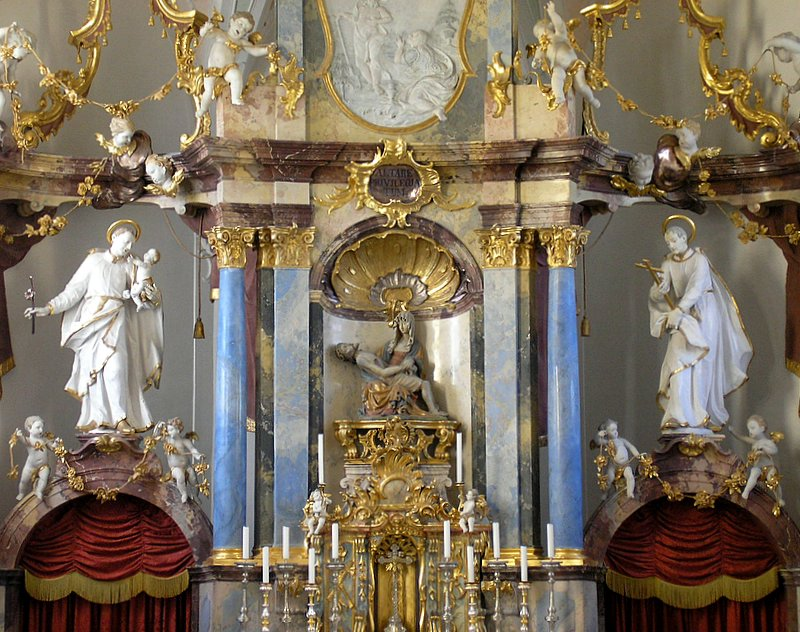
Das Gnadenbild im Hochaltar

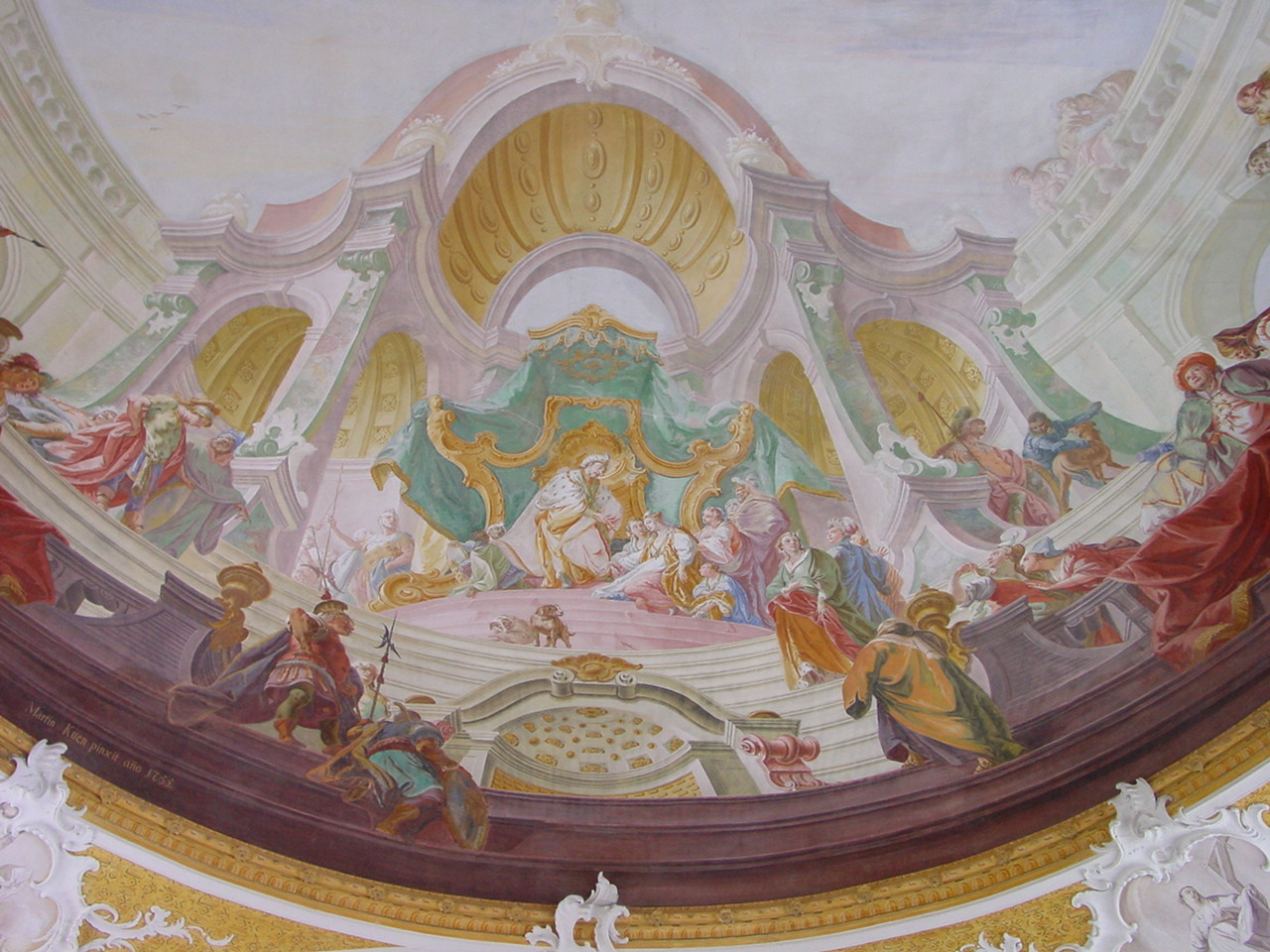
Ausschnitt aus dem Deckenfresko von Franz Martin Kuen

Der heutige Kirchenbau entstand als Nachfolger einer spätgotischen Kirche, deren Chor als Gruftkapelle der Fugger übernommen wurde. Die Familie Fugger hatte im frühen 16. Jahrhundert die Hofmark Schmiechen im Südosten von Augsburg zusammen mit dem Schloss Schmiechen von Kaiser Maximilian I. erworben. Die Hofmark blieb 300 Jahre lang (bis 1809) im Besitz der Fugger, das Wallfahrtskirchlein erinnert noch heute an die Grafen: Im Stuck am Chorbogen sieht man in einer Kartusche das Wappengeviert der Fugger von der Lilie.
Beim Neubau im frühen 17. Jahrhundert gab man die östliche Ausrichtung auf und legte die neue Kirche in Nord-Süd-Richtung an. 1710/11 wurde der Turm durch Michael Natter neu gebaut. 1754–1756 gestalteten Franz Xaver Schmuzer und Franz Martin Kuen den Innenraum im Sinne des Rokoko um. Gleichzeitig wurde am Chorschluss eine Sakristei angefügt. 1777 erhöhte man die Gruftkapelle und setzte ovale Fenster ein.
Seit 1655 wird jährlich am ersten Sonntag im Juli das „Kappelfest“ gefeiert, das die Gläubigen der Umgebung mit einem Bittgang in die Kirche verbinden. 1985 wurde eine Außenrenovierung der Wallfahrtskirche durchgeführt.
2011 wurde am Kappelfest der neu angelegte Kreuzweg von Weihbischof Anton Losinger eingeweiht. Der Kreuzweg endet an der Wallfahrtskirche Maria Kappel mit der 15. Station.
Bei einer Standsicherheitsprüfung im Jahre 2013 wurden Mängel festgestellt, die in einer Sanierungsmaßnahme 2018 bis 2019 bis auf den Kirchturm behoben wurden.

## Beschreibung
Der Außenbau ist schlicht gehalten und wird nur durch die Fensteröffnungen mit ihren Rundbogenabschlüssen gegliedert. Der Chor (Gruftkapelle) der Vorgängerkirche springt nach Osten aus. Im Winkel zwischen Gruftkapelle und Langhaus steht der schlanke Turm. Auf einem quadratischen Unterteil sitzt ein Oktogon mit Pilastergliederung und Zwiebelhaube.
Der Chor ist eingezogen, also schmäler als das Langhaus. Den Abschluss bildet der niedrige Sakristeianbau. An die mittelalterliche Kapelle erinnern noch die einfachen Strebepfeiler am alten Chor.
Den festlichen Innenraum schmückte Franz Xaver Schmuzer ab 1754 mit einer dezenten Stuckdekoration. Die Fresken stammen von Franz Martin Kuen. 1754 malte der Meister das Chorfresko mit Maria als Fürbitterin der Christenheit. Auf dem großen Langhausfresko von 1755 erkennt man Esther vor Ahasver. Die Kartuschen zeigen die hilfreiche Muttergottes nach den Anrufungen der Lauretanischen Litanei.
Der Hochaltar aus Stuckmarmor wurde wieder vom Franz Xaver Schmuzer unter Mitwirkung von Maximilian Grueber (Schnitzereien) und Jakob Gerstens (Antependium und Tabernakel) geschaffen. Das Gnadenbild ist eine gotische Pietà des „Weichen Stils“ (um 1430). Auf dem Stuckrelief im Auszug (Aufsatz) erscheint Christus der Maria Magdalena.
Die Seitenaltäre (1770) stammen von Maximilian Grueber und tragen Skulpturen von Johann Leithner und Altarblätter von Franz Anton Anwander. Auf dem linken Blatt malte Anwander Maria als Himmelskönigin mit dem hl. Franziskus, rechts ist die Heilige Familie dargestellt.
Der Kapellenaltar und die Kanzel sind ebenfalls Werke Gruebers (1773 bzw. um 1770), der bereits um 1755 das Chorgestühl und die Kommuniongitter geschnitzt hatte. Zwei Figuren der hll. Antonius von Padua und Leonhard werden Lorenz Luidl zugeschrieben.
Die Rokokoausstattung wird durch die Ölbilder der Kreuzwegstationen (Franz Anton Anwander, 1773) ergänzt.